# Coupe du Golfe des nations de football 2023
Navigation
Qatar 2019 Koweït 2024
La Coupe du Golfe des nations de football 2023 est la 25e édition de ce tournoi biennal. Organisée par la Fédération de football de la Coupe du Golfe arabique (en), elle se déroule en Irak, pour la première fois depuis 1979 (en), dans la ville-hôte de Bassorah.
Les hôtes irakiens remportent la compétition en battant Oman sur le score de 3 buts à 2 en prolongation de la finale (ar).

## Équipes
| Équipe              | Apparition | Meilleure performance précédente                                                                                    | Classement FIFA (décembre 2022) |     |                       |    |
| ------------------- | ---------- | --- | ------------------------------- | --- | --------------------- | -- |
| Équipe              | Apparition | Meilleure performance précédente                                                                                    | Bahreïn (tenant du titre)       | 25e | Champions (2019 (en)) | 85 |
| Irak (hôte)         | 16e        | Champions (1979 (en), 1984 (en), 1988 (en))                                                                         | 68                              |     |                       |    |
| Koweït              | 25e        | Champions (1970 (en), 1972 (en), 1974 (en), 1976 (en), 1982 (en), 1986 (en), 1990 (en), 1996 (en), 1998 (en), 2010) | 148                             |     |                       |    |
| Oman                | 23e        | Champions (2009, 2017-2018 (en))                                                                                    | 75                              |     |                       |    |
| Qatar               | 25e        | Champions (1992 (en), 2004 (en), 2014)                                                                              | 60                              |     |                       |    |
| Arabie saoudite     | 24e        | Champions (1994 (en), 2002 (en), 2003-2004 (en)                                                                     | 49                              |     |                       |    |
| Émirats arabes unis | 24e        | Champions (2007 (en), 2013)                                                                                         | 70                              |     |                       |    |
| Yémen               | 10e        | Phase de groupe (2003-2004 (en), 2004 (en), 2007 (en), 2009, 2010, 2013, 2014, 2017-2018 (en), 2019 (en))           | 154                             |     |                       |    |

## Tirage au sort
Le tirage au sort a eu lieu le 25 octobre 2022 à 11h00 (GMT+03:00) au Grand Millennium Al Seef à Bassorah,. Les huit équipes ont été tirées au sort en deux groupes de quatre, en sélectionnant une équipe dans chacun des quatre pots classés. Pour le tirage au sort, les équipes ont été réparties dans quatre pots sur la base du Classement FIFA d'octobre 2022. Le pot 1 contenait l'Irak, hôte, et le Bahreïn, tenant du titre, qui ont été affectés respectivement à A1 et A2.
| Pot 1                                           | Pot 2                           | Pot 3                              | Pot 4                    |
| ----------------------------------------------- | ------------------------------- | ---------------------------------- | ------------------------ |
| Irak (68) (hôte) Bahreïn (85) (tenant du titre) | Qatar (50) Arabie saoudite (51) | Émirats arabes unis (70) Oman (75) | Koweït (149) Yémen (155) |

## Villes et stades
| Bassorah | Bassorah                    | Bassorah |
| --- | --------------------------- | -------- |
| Basra Sports City Stadium | Stade olympique d'Al Mina'a |          |
| Capacité: 65,227 | Capacité: 30,000            |          |
| |                             |          |
| [[Fichier:Iraq location map.svg\|200px\|{{#if:\|{{{alt}}}\|Coupe du Golfe des nations de football 2023 est dans la page Irak.]]Bassorah |                             |          |

## Phase de groupes

### Groupe A
| Rang | Équipe          | Pts | J | G | N | P | Bp | Bc | Diff |
| ---- | --------------- | --- | - | - | - | - | -- | -- | ---- |
| 1    | Irak            | 7   | 3 | 2 | 1 | 0 | 7  | 0  | +7   |
| 2    | Oman            | 7   | 3 | 2 | 1 | 0 | 5  | 3  | +2   |
| 3    | Arabie saoudite | 3   | 2 | 1 | 0 | 1 | 2  | 2  | 0    |
| 4    | Yémen           | 0   | 3 | 0 | 0 | 3 | 2  | 10 | -8   |

#### 1rejournée
| Match 1                 | Irak    | 0 - 0   | Oman | Basra Sports City Stadium, Bassorah                      |                                                          |
| 6 janvier 2023 19 h AST |         | (0 - 0) |      | Arbitrage : István Kovács Arbitre vidéo : Redouane Jiyed | Arbitrage : István Kovács Arbitre vidéo : Redouane Jiyed |
| 6 janvier 2023 19 h AST | Rapport |         |      | Arbitrage : István Kovács Arbitre vidéo : Redouane Jiyed | Arbitrage : István Kovács Arbitre vidéo : Redouane Jiyed |

| Match 2                    | Yémen   | 0 - 2   | Arabie saoudite                                           | Basra Sports City Stadium, Bassorah                              |                                                                  |
| 6 janvier 2023 21 h 45 AST |         | (0 - 2) | 18e Al-Nabit (en) (Bamsaoud (en) ) · 34e (pen.) Al-Juwayr | Arbitrage : Salman Falahi (ar) Arbitre vidéo : Abdullah Al Marri | Arbitrage : Salman Falahi (ar) Arbitre vidéo : Abdullah Al Marri |
| 6 janvier 2023 21 h 45 AST | Rapport |         |                                                           | Arbitrage : Salman Falahi (ar) Arbitre vidéo : Abdullah Al Marri | Arbitrage : Salman Falahi (ar) Arbitre vidéo : Abdullah Al Marri |

#### 2ejournée
| Match 5                    | Oman                                              | 3 - 2   | Yémen                                                          | Basra Sports City Stadium, Bassorah                        |                                                            |
| 9 janvier 2023 16 h 15 AST | Abbas 2e (csc) · Al-Alawi 37e · Al-Sabhi (en) 47e | (2 - 2) | 12e (pen.) Al-Matari (en) · 34e Al-Dahi (en) (Al-Matari (en) ) | Arbitrage : Abdullah Jamali Arbitre vidéo : Redouane Jiyed | Arbitrage : Abdullah Jamali Arbitre vidéo : Redouane Jiyed |
| 9 janvier 2023 16 h 15 AST | Rapport                                           |         |                                                                | Arbitrage : Abdullah Jamali Arbitre vidéo : Redouane Jiyed | Arbitrage : Abdullah Jamali Arbitre vidéo : Redouane Jiyed |

| Match 6                    | Arabie saoudite | 0 - 2   | Irak                                        | Basra Sports City Stadium, Bassorah                          |                                                              |
| 9 janvier 2023 19 h 15 AST |                 | (0 - 1) | 30e Bayech (en) · 86e Rostam (en) (Ismail ) | Arbitrage : Adnan Al-Naqbi Arbitre vidéo : Abdullah Al Marri | Arbitrage : Adnan Al-Naqbi Arbitre vidéo : Abdullah Al Marri |
| 9 janvier 2023 19 h 15 AST | Rapport         |         |                                             | Arbitrage : Adnan Al-Naqbi Arbitre vidéo : Abdullah Al Marri | Arbitrage : Adnan Al-Naqbi Arbitre vidéo : Abdullah Al Marri |

#### 3ejournée
| Match 9                  | Irak                                                                                                  | 5 - 0   | Yémen | Basra Sports City Stadium, Bassorah                           |                                                               |
| 12 janvier 2023 18 h AST | ( Ali) Nadhim (en) 40e · ( Hussein) Attwan 64e · Hussein 74e (pen.) · Hussein 75e · ( Attwan) Ali 88e | (1 - 0) |       | Arbitrage : Ilgiz Tantashev Arbitre vidéo : Abdullah Al Marri | Arbitrage : Ilgiz Tantashev Arbitre vidéo : Abdullah Al Marri |
| 12 janvier 2023 18 h AST | Rapport                                                                                               |         |       | Arbitrage : Ilgiz Tantashev Arbitre vidéo : Abdullah Al Marri | Arbitrage : Ilgiz Tantashev Arbitre vidéo : Abdullah Al Marri |

| Match 10                 | Arabie saoudite               | 1 - 2   | Oman                                                | Stade olympique d'Al Mina'a, Bassorah            |                                                  |
| 12 janvier 2023 18 h AST | ( Al-Nabit (en)) Al-Ammar 41e | (1 - 1) | 34e Al-Alawi · 84e Al-Saadi (en) (Al-Aghbari (en) ) | Arbitrage : Ma Ning Arbitre vidéo : Fu Ming (en) | Arbitrage : Ma Ning Arbitre vidéo : Fu Ming (en) |
| 12 janvier 2023 18 h AST | Rapport                       |         |                                                     | Arbitrage : Ma Ning Arbitre vidéo : Fu Ming (en) | Arbitrage : Ma Ning Arbitre vidéo : Fu Ming (en) |

### Groupe B
| Rang | Équipe              | Pts | J | G | N | P | Bp | Bc | Diff |
| ---- | ------------------- | --- | - | - | - | - | -- | -- | ---- |
| 1    | Bahreïn             | 7   | 3 | 2 | 1 | 0 | 5  | 3  | +2   |
| 2    | Qatar               | 4   | 3 | 1 | 1 | 1 | 4  | 3  | +1   |
| 3    | Koweït              | 4   | 3 | 1 | 1 | 1 | 2  | 3  | -1   |
| 4    | Émirats arabes unis | 1   | 3 | 0 | 1 | 2 | 2  | 4  | -2   |

#### 1rejournée
| Match 3                    | Bahreïn                                                    | 2 - 1   | Émirats arabes unis             | Stade olympique d'Al Mina'a, Bassorah                        |                                                              |
| 7 janvier 2023 16 h 15 AST | Al-Aswad (en) 60e · ( Al-Humaidan (en)) Al-Shaikh (en) 77e | (0 - 0) | 90+2e Tagliabúe (Abdalla (en) ) | Arbitrage : Ahmed Al-Kaf (en) Arbitre vidéo : Redouane Jiyed | Arbitrage : Ahmed Al-Kaf (en) Arbitre vidéo : Redouane Jiyed |
| 7 janvier 2023 16 h 15 AST | Rapport                                                    |         |                                 | Arbitrage : Ahmed Al-Kaf (en) Arbitre vidéo : Redouane Jiyed | Arbitrage : Ahmed Al-Kaf (en) Arbitre vidéo : Redouane Jiyed |

| Match 4                    | Koweït  | 0 - 2   | Qatar                                 | Stade olympique d'Al Mina'a, Bassorah            |                                                  |
| 7 janvier 2023 19 h 15 AST |         | (0 - 2) | 21e Surag (en) · 37e (pen.) Alaaeldin | Arbitrage : Ma Ning Arbitre vidéo : Fu Ming (en) | Arbitrage : Ma Ning Arbitre vidéo : Fu Ming (en) |
| 7 janvier 2023 19 h 15 AST | Rapport |         |                                       | Arbitrage : Ma Ning Arbitre vidéo : Fu Ming (en) | Arbitrage : Ma Ning Arbitre vidéo : Fu Ming (en) |

#### 2ejournée
| Match 7                     | Émirats arabes unis | 0 - 1   | Koweït                | Stade olympique d'Al Mina'a, Bassorah                             |                                                                   |
| 10 janvier 2023 16 h 15 AST |                     | (0 - 0) | 90+3e Al-Dhefiri (en) | Arbitrage : Shukri Al-Hanfoush Arbitre vidéo : Abdullah Al-Shehri | Arbitrage : Shukri Al-Hanfoush Arbitre vidéo : Abdullah Al-Shehri |
| 10 janvier 2023 16 h 15 AST | Rapport             |         |                       | Arbitrage : Shukri Al-Hanfoush Arbitre vidéo : Abdullah Al-Shehri | Arbitrage : Shukri Al-Hanfoush Arbitre vidéo : Abdullah Al-Shehri |

| Match 8                     | Qatar                 | 1 - 2   | Bahreïn                                | Stade olympique d'Al Mina'a, Bassorah                       |                                                             |
| 10 janvier 2023 19 h 15 AST | ( Waad) Alaaeldin 34e | (1 - 0) | 72e (csc) Waad · 89e (pen.) Yusuf (en) | Arbitrage : Ilgiz Tantashev Arbitre vidéo : Jérémie Pignard | Arbitrage : Ilgiz Tantashev Arbitre vidéo : Jérémie Pignard |
| 10 janvier 2023 19 h 15 AST | Rapport               |         |                                        | Arbitrage : Ilgiz Tantashev Arbitre vidéo : Jérémie Pignard | Arbitrage : Ilgiz Tantashev Arbitre vidéo : Jérémie Pignard |

#### 3ejournée
| Match 11                 | Bahreïn                            | 1 - 1   | Koweït                            | Basra Sports City Stadium, Bassorah                       |                                                           |
| 13 janvier 2023 18 h AST | ( Saeed (en)) Al-Humaidan (en) 26e | (1 - 1) | 45+1e Al-Khaldi (en) (Al Qallaf ) | Arbitrage : István Kovács Arbitre vidéo : Jérémie Pignard | Arbitrage : István Kovács Arbitre vidéo : Jérémie Pignard |
| 13 janvier 2023 18 h AST | Rapport                            |         |                                   | Arbitrage : István Kovács Arbitre vidéo : Jérémie Pignard | Arbitrage : István Kovács Arbitre vidéo : Jérémie Pignard |

| Match 12                 | Qatar                         | 1 - 1   | Émirats arabes unis        | Stade olympique d'Al Mina'a, Bassorah                     |                                                           |
| 13 janvier 2023 18 h AST | ( Ahmed) Al-Abdullah (ar) 88e | (0 - 0) | 77e Lima (en) (Caio (en) ) | Arbitrage : Ali Sabah (en) Arbitre vidéo : Redouane Jiyed | Arbitrage : Ali Sabah (en) Arbitre vidéo : Redouane Jiyed |
| 13 janvier 2023 18 h AST | Rapport                       |         |                            | Arbitrage : Ali Sabah (en) Arbitre vidéo : Redouane Jiyed | Arbitrage : Ali Sabah (en) Arbitre vidéo : Redouane Jiyed |

## Phase à élimination directe

### Tableau
|  | Demi-finales               | Demi-finales               |      |      | Finale                     | Finale                     |
|  | Demi-finales               | Demi-finales               |      |      | Finale                     | Finale                     |
|  |                            |                            |      |      |                            |                            |
|  | 16 janvier 2023 - Bassorah | 16 janvier 2023 - Bassorah |      |      | 19 janvier 2023 - Bassorah | 19 janvier 2023 - Bassorah |
|  | 16 janvier 2023 - Bassorah | 16 janvier 2023 - Bassorah |      |      | 19 janvier 2023 - Bassorah | 19 janvier 2023 - Bassorah |
|  | Irak                       | 2                          |      |      | 19 janvier 2023 - Bassorah | 19 janvier 2023 - Bassorah |
|  | Irak                       | 2                          |      |      | 19 janvier 2023 - Bassorah | 19 janvier 2023 - Bassorah |
|  | Qatar                      | 1                          |      |      | 19 janvier 2023 - Bassorah | 19 janvier 2023 - Bassorah |
|  | Qatar                      | 1                          | Irak | 3 ap |                            |                            |
|  | 16 janvier 2023 - Bassorah |                            | Irak | 3 ap |                            |                            |
|  |                            | Oman                       | 2    |      |                            |                            |
|  | Bahreïn                    | Oman                       | 2    | 0    |                            |                            |
|  | Bahreïn                    |                            |      | 0    |                            |                            |
|  | Oman                       | 1                          |      |      |                            |                            |
|  | Oman                       | 1                          |      |      |                            |                            |

### Demi-finales
| Match 13                    | Irak                                    | 2 - 1   | Qatar          | Basra Sports City Stadium, Bassorah              |                                                  |
| 16 janvier 2023 20 h 15 AST | Bayech (en) 19e · ( Attwan) Hussein 43e | (2 - 1) | 28e Surag (en) | Arbitrage : Ma Ning Arbitre vidéo : Fu Ming (en) | Arbitrage : Ma Ning Arbitre vidéo : Fu Ming (en) |
| 16 janvier 2023 20 h 15 AST | Rapport                                 |         |                | Arbitrage : Ma Ning Arbitre vidéo : Fu Ming (en) | Arbitrage : Ma Ning Arbitre vidéo : Fu Ming (en) |

| Match 14                    | Bahreïn | 0 - 1   | Oman                                   | Stade olympique d'Al Mina'a, Bassorah                   |                                                         |
| 16 janvier 2023 20 h 15 AST |         | (0 - 0) | 83e Al-Yahmadi (en) (Al-Yahyaei (en) ) | Arbitrage : Adel Al Naqbi Arbitre vidéo : Ahmed Darwich | Arbitrage : Adel Al Naqbi Arbitre vidéo : Ahmed Darwich |
| 16 janvier 2023 20 h 15 AST | Rapport |         |                                        | Arbitrage : Adel Al Naqbi Arbitre vidéo : Ahmed Darwich | Arbitrage : Adel Al Naqbi Arbitre vidéo : Ahmed Darwich |

### Finale
| Match 15                 | Irak                                                           | 3 - 2 a. p.           | Oman                                                                 | Basra Sports City Stadium, Bassorah                       |                                                           |
| 19 janvier 2023 19 h AST | Bayech (en) 24e · Attwan 115e (pen.) · ( Attwan) Younis 120+2e | (1 - 0, 1 - 1, 1 - 1) | 90+9e (pen.) Al-Yahyaei (en) · 118e Al Malki (ar) (Al-Yahmadi (en) ) | Arbitrage : István Kovács Arbitre vidéo : Jérémie Pignard | Arbitrage : István Kovács Arbitre vidéo : Jérémie Pignard |
| 19 janvier 2023 19 h AST | Rapport                                                        |                       |                                                                      | Arbitrage : István Kovács Arbitre vidéo : Jérémie Pignard | Arbitrage : István Kovács Arbitre vidéo : Jérémie Pignard |

## Aspects socio-économiques de la Coupe du Golfe

### Liste des diffuseurs
| Diffuseurs de télévision de la Coupe du Golfe 2023 au Moyen-Orient | Diffuseurs de télévision de la Coupe du Golfe 2023 au Moyen-Orient                   |
| Pays                                                               | Réseau de diffusion                                                                  |
| ------------------------------------------------------------------ | ------------------------------------------------------------------------------------ |
| Arabie saoudite                                                    | KSA Sport (en)                                                                       |
| Bahreïn                                                            | Bahrain Sport                                                                        |
| Émirats arabes unis                                                | AD Sports (en), Dubai Sports (en), Sharjah Sports (ar)                               |
| Irak                                                               | Al Iraqiya Sports, Alrabiaa Sports (en), UTV (en), Al Sharqiya (en), Al Sumaria (en) |
| Jordanie                                                           | Jordan Sport                                                                         |
| Koweït                                                             | KTV Sports (en)                                                                      |
| Oman                                                               | Oman Sports                                                                          |
| Qatar                                                              | Alkass                                                                               |
| Diffuseurs de télévision internationaux de la Coupe du Golfe 2023  |                                                                                      |
| Bosnie-Herzégovine                                                 | Sport Klub                                                                           |
| Croatie                                                            | Sport Klub                                                                           |
| Macédoine du Nord                                                  | Sport Klub                                                                           |
| Monténégro                                                         | Sport Klub                                                                           |
| Serbie                                                             | Sport Klub                                                                           |
| Slovénie                                                           | Sport Klub                                                                           |
| Pologne                                                            | Polsat Sport (en)                                                                    |

### Dotations financières
| Classement | Dotations   |
| ---------- | ----------- |
| Vainqueur  | 1 000 000 $ |
| Finaliste  | 750 000 $   |
| Total      | 1 750 000 $ |

Source :

### Équipementiers
La Coupe du Golfe met en concurrence les équipementiers sportifs. La marque allemande Jako est la plus représentée avec trois équipes et devance Adidas et Nike (2 équipes chacune). Au total, quatre marques sont représentées dans le tournoi.
- Jako : Irak, Oman, Yémen
- Adidas : Émirats arabes unis, Koweït
- Nike : Arabie saoudite, Qatar
- Puma : Bahreïn

## Controverses

### Incident avant la cérémonie d'ouverture
Avant la cérémonie d'ouverture, une bagarre éclate dans la section VIP du stade international de Bassorah. Le cheikh Fahad al-Nasser (ar), représentant l'émir du Koweït, ne peut par conséquent pas s'y rendre et la délégation koweïtienne décide de quitter le stade peu après. Dans un communiqué, les officiels irakiens présentent leurs excuses pour cet incident malheureux.

### Bousculade meurtrière avant la finale
Quelques heures avant le coup d'envoi de la finale (ar), des milliers de supporters irakiens sans billets se massent devant le stade international de Bassorah et tentent d'entrer à l'intérieur par effraction provoquant une bousculade meurtrière (4 morts et environ 80 blessés graves),.